# Velódromo de Curitiba
Centro de Esporte e Lazer Velódromo é um espaço dedicado ao ciclismo de pista e tênis, inaugurada em 1979 é o local onde são realizadas atividades físicas e de lazer.
Localizado na cidade de Curitiba no estado do Paraná, estando dentro do Jardim Botânico de Curitiba.
A segurança do ambiente é feita pela Guarda Municipal de Curitiba

## Características
Sua pista é descoberta com comprimento de 333 metros, seu pavimento é de concreto onde no centro do espaço encontram-se três quadras de tênis.

## Referência
<https://docs.ufpr.br/~celsoishida/botanico/jardimBotanico/lugares/places/velodromo.html>